# Список керівників держав 1209 року
Список керівників держав 1209 року — це перелік правителів країн світу 1209 року.
Список керівників держав 1208 року — 1209 рік — Список керівників держав 1210 року — Список керівників держав за роками

## Європа
- Англія
  - Король Англії — Іоанн I Безземельний (1199—1216)
- Балканський півострів
  - Князівство Арбанон — Деметріо Прогоні (Dhimitër Progoni; 1208—1216)
  - Герцогство Архіпелагу — Марко Санудо (1207—1227)
  - Афінське герцогство — Оттон де ла Рош (1205—1225)
  - Ахейське князівство — Вільгельм I де Шамплітт (1205—1209); Жоффруа I де Віллардуен (1209—1229)
  - Друге Болгарське царство — Боріл (1207—1218)
  - Боснійський банат — Стефан Кулінич(1204—1232)
  - Епірський деспотат — Михайло І Комнін Дука (1205—1214)
  - Пфальцграфство Кефалонії та Закінфу — Маттео I Орсіні (1195—1238)
  - Кіпрське королівство — Гуго I (1205—1218)
  - Рашка — Стефан II Неманич (1203—1217)
  - Зета (держава) — Джордже Неманич (1207/1208-1216/1222)
  - Графство Салона (Lordship of Salona) — Томас I д'Отременкур (1205—1210)
- Балтія
  - Герсіке (князівство) — Всеволод (1203 — після 1230)
  - Орден мечоносців — магістр Вінно фон Рорбах (1204—1209); Фольквін фон Наумбург (1209—1236)
  - Ризьке архієпископство — Альберт фон Буксгевден (1198/1199-1229)
- Білорусь
  - Вітебське князівство — Василько Брячиславич (1186—1209/1221)
  - Полоцьке князівство — Володимир Полоцький (1184/1186-1216)
  - Турово-Пінське князівство — Андрій Іванович (1195—1223)
- Князь Новгородський — Святослав Всеволодович (1207—1210)
- Волзька Болгарія — Абдаллах Челбір (1178—1225)
- Латинська імперія — Генріх I (1205—1216)
- Трапезундська імперія — Олексій I Великий Комнін (1204—1222)
- Філіппопольське герцогство (Duchy of Philippopolis) — Жерар д'Естре (1208—1229)
- Королівство Фессалоніки — Деметрій (1207—1224)
- Вельс
  - Десмонд — Діармайт Дуна Дройгнейн Мак Карті (1207—1229)
  - Королівство Гвінед — Ллівелін Великий (1195—1240)
  - Королівство Повіс — князь Повіс-Вадогу Мадог ап Гріфід Майлор (1191—1236); князь Повіс-Гвенвінвін Ллівелін Великий (1208—1212)
  - Тір Еогайн — Аод Майх мак Аода ОНейлл (1196—1230)
  - Томонд — король Муйрхертах Фінн О'Бріан (1203—1210; вдруге)
- Італія
  - Арборейський юдикат — Вільгельм Салусіо IV (1195—1214)
  - Венеційська республіка — дож П'єтро Дзіані (1205—1229)
  - Кальярський юдикат — Вільгельм Салусіо IV (1188—1214)
  - Маркграфство Монферрат — Гульєльмо VI (1207—1225)
  - Салуццо (маркграфство) — Манфред ІІ (1175—1215)
  - Королівство Сицилія — король Фрідріх II (1197/1198-1212)
  - Князівство Таранто — Фрідріх II (1205—1250)
  - Торреський юдикат — Коміта I (1198—1218)
  - Принц-єпископство Тренто — Федеріко Ванга (1207—1218)
  - Маркграфство Фінале — Енріко II (1185—1231)
- Кавказ
  - Грузинське царство — Тамара Велика (1184—1213)
  - Держава Ільдегізідів — Нусрат ад-Дін Абу-Бакр (1191—1210)
- Німеччина
  - Герцогство Австрія — герцог Леопольд VI (1198—1230)
  - Герцогство Баварія — Людвіг I (1183—1231)
  - Баденське маркграфство — Герман V (1190—1243)
  - Берг (герцогство) — Адольф ІІІ (1189—1218)
  - Берхтесгаден (пробство) — Гуго ІІ (1201—1210)
  - Маркграфство Бранденбург — Альбрехт II (1205—1220)
  - Принц-єпископство Бріксен — Конрад фон Роданк (1200—1216)
  - Графство Вюртемберг — граф Гартман I (1181—1240) і Людвіг III (1181—1241)
  - Вюрцбург (принц-єпископство) — Отто I фон Лобдебург (1207—1223)
  - Гоя (графство) (Grafschaft Hoya) Генріх I (1202—1235)
  - Архієпископ Зальцбургу — Еберард II Трухзейський (1200—1246)
  - Герцогство Каринтія — Бернард (1201—1256)
  - Кельнське курфюрство — Дітріх I фон Хайнсберг (1208—1212)
  - Кенігсегг (Königsegg) — Бертольд I Фронгофен (1192—1209); Еберхард I (1209—1228)
  - Клеве (герцогство) — Дітріх V (1201—1260)
  - Констанц (князівство-єпископство) — Конрад II (1209—1233)
  - Крайна (марка) — Оттон I (1204—1234)
  - Курпфальц — пфальцграф Генріх V (1195—1213)
  - Ліппе-Детмольд — Герман II (1196—1229)
  - Лужицька марка — Конрад II (1190—1210)
  - Любекське князівство-єпископство — Дітріх I (1186—1210)
  - Архієпископ Майнца Зиґфрід II фон Еппштейн (1200—1230)
  - Марк (графство) — Адольф I (1198—1249)
  - Маркграфство Мейсен — Дітріх I (1195—1221)
  - Меранія (герцогство) — Оттон I (1204—1234)
  - Нюрнберг (бургграфство) — Фрідріх II (1204—1218)
  - Графство Ольденбург — Моріц I (1167—1209); Крістіан II (1209—1233)
  - Ободрицький союз — герцог Мекленбурга Генріх Борвін I (1178—1227)
  - Падерборнське князівство-єпископство — Бернхард III фон Оеседе (1203—1223)
  - Герцогство Померанія — Богуслав II (1187—1221)
  - Померанія-Щецін — Богуслав II (1187—1221)
  - Равенсберг (графство) — Герман II (1175/1180-1221)
  - Ратцебург (графство) — Альбрехт II (1202—1227)
  - Князівство Руян — Яромар I (1170—1218)
  - Герцогство Саксонія — Бернхард III (1180—1212)
  - граф Тиролю — Альбрехт III (1202—1253)
  - Фельденц (графство) — Герлах III (1189—1214)
  - Герцогство Швабія — Філіпп Швабський (1196—1228)
  - Шверін (графство) — Гунцелін II (1195—1220)
  - Герцогство Штирія — Леопольд VI (1194—1230)
- Піренейський півострів
  - Королівство Арагон — Педро II (1196/1197-1213)
  - Королівство Леон — король Леону і Галісії Альфонсо IX (1188—1230)
  - Королівство Португалія — король Саншу I (1185—1211)
  - Королівство Наварра — Санчо VII (1194—1234)
- Польща — Лешко I Білий (1206—1210)
  - Гнєзненське князівство — Владислав III Тонконогий (1202—1229)
  - Каліське князівство — Владислав Одонич (1207—1217)
  - Мазовецьке князівство — Конрад I Мазовецький (1200—1247)
  - Познанське князівство — південна частина — Владислав Одонич (1190—1239)
  - Сандомирське князівство — Лешко I Білий (1194—1227)
  - Сілезьке князівство — Генрик І Бородатий (1201—1238)
  - Вроцлавське князівство — Генрик І Бородатий (1201—1238)
  - Ратиборське князівство — Мешко IV Кривоногий (1173—1211)
  - Опольсько-Ратиборське князівство — Мешко IV Кривоногий (1202—1211)
- Велике князівство Владимирське — Всеволод Велике Гніздо (1176—1212)
- Муромське князівство — Давид Юрійович (1203/1205-1228)
- Ростовське князівство — Костянтин Всеволодович (1207—1218)
- Велике князівство Рязанське — до 1212 у Рязані сиділи намісники великого князя владимирського Всеволода Юрійовича Велике Гніздо
  - Трубчевське князівство — Святослав Всеволодович (1196—1232)
- Скандинавія
  - король Данії — Вальдемар II (1202—1241)
  - Король Норвегії Філіпп I Сімонссон (1207—1217)
  - Швеція — Ерік X (1208—1216)
- Угорське князівство — король Андрій II (1205—1235)
- Україна — Київський князь Рюрик Ростиславич (1207—1210)
  - Белзьке князівство — Василько Романович (1208—1211)
  - Вишгородське князівство — Ростислав Рюрикович (втретє; 1208—1210)
  - Волинське князівство — Олександр Всеволодович (1208—1215)
  - Галицько-Волинське князівство — Роман Ігорович (1208—1209/1210)
  - Дубровицьке князівство — Олександр Дубровицький (1190—1223)
  - Курське князівство — Олег Святославич (1207 — після 1228)
  - князь Луцький — Інгвар Ярославич (1180—1220)
  - Овруцьке князівство — вакансія до 1210
  - Переяславське князівство — Володимир Рюрикович (1206—1213)
  - Смоленське князівство — Мстислав II Романович Старий (1197—1213)
  - Чернігівське князівство — вакансія до 1210
- Королівство Франція — Філіпп II Август (1180—1223)
  - Герцогство Аквітанія — Іоанн I Безземельний (1204—1216)
  - Арелатське королівство — пфальцграф — Беатриса II (1205—1231)
  - Герцогство Бар — Тібо I (1190—1214)
  - Брабант (герцогство) — Генріх I (1183—1235)
  - Графство Булонь — Іда Лотарінгська (1173—1216)
  - Бретонське герцогство — Гі Туар (як регент; 1203—1213)
  - Голландія — Ада (1203—1213)
  - Ено (графство) — Іоанна (1205—1244)
  - Жеводан (графство) — Педро II (1196—1213)
  - Графство Ла Марш — Гуго IX Лузіньян (1199—1219)
  - Лімбург (герцогство) — Генріх III (1167—1221)
  - Нижня Лотарингія — Генріх I (1190—1123). Генріх I прийняв титул герцога Брабанта, який витіснив титул герцога Нижньої Лотарингії.
  - граф Лувену і маркграф Брюсселю Генріх I (1190—1223)
  - Люксембург (графство) — Ермезінда II (1197—1247)
  - Льєзьке єпископство — Гуго де П'єрпон (1200—1229)
  - Монбельяр (графство) — Річард III де Монфокон (1195—1227; з перервою в 1204)
  - Монпельє (сеньйорія) — Марія де Монпельє (1204—1213)
  - Намюр (графство) — Філіп I (1195—1212)
  - Оранж (князівство) — Гільйом I де Бо (1180—1218)
  - Родез (графство) — Раймунд VI (1208—1214)
  - Савойське графство — Томас I (1189—1233)
  - Графство Тулуза — Раймунд VI (1194—1222)
  - Урхельське графство — Ерменгол VIII (1184—1209); Ерумба Урхельська (1209—1213)
  - Фландрія — Іоанна (1205—1244)
  - Графство Фуа — Раймунд Роже де Фуа (1188—1223)
- Чехія — король Владислав III (1197—1222)
  - Король Богемії Оттокар I (1197—1230)
- Шотландія
  - Король Шотландії Вільгельм I (1165—1214)
- Святий Престол; Папська держава — папа римський Іннокентій III (1198—1216)
- Вселенський патріарх — Михаїл IV Авторіан (1208—1212)

## Азія
- Нікейська імперія — Феодор I Ласкаріс (1204—1222)
- Трапезундська імперія — Олексій I Великий Комнін (1204—1222)
- Близький Схід
  - Антіохійське князівство — Боемунд IV (1201—1216)
  - Єрусалимське королівство — вакансія до 1210
    - каштелян і сеньйор Рамли Жан I д'Ібелін (1193—1236?)
    - Сідонська сеньйорія — Баліан I Граньє (1202—1239)

  - Кілікійське царство — Левон II (1187—1217; коронований 1199)
  - Графство Триполі — Боемунд IV (1189—1233)
  - Яффо-Аскалонське графство — Марія (1205—1212) і її чоловік Жан (1210—1212)
  - Артукіди — правитель Хасанкейфа Насір ад-дін Махмуд ібн Мухаммед (1201—1222); правитель Мардіна Артук-Арслан Насір ад-дін (1201—1239)
  - Аюбіди — емір Дамаска Аль-Аділь I Ахмад ібн Аюб (1196—1218)
  - Багдадський халіфат — Ахмад ан-Насір Лідініллах (1180—1225)
  - Зангіди — емір Мосула Арслан-шах I ібн Масуд (1192—1211); Синджар — Мухаммад ібн Зангі (1197—1219); Джизре — Махмуд ібн Санджар-шах (1208—1241)
  - Шаріфат Мекки — Катада ібн Ідріс (1201—1220)
  - Румський султанат — Кей-Хосров I (1205—1211)
  - Зіяриди — Нізарі — Нур ад-Дін Мухаммад (1166—1210)
  - Держава Ширваншахів — Гершасп I (1204—1225)
  - Ділмачогуллари — Хусамеддін Тугрул (1192—1229?)
- Нор-Бердське князівство — Васак II (1198? — 1237?)
- Династія Лі — Лі Као Тонг (1175—1210)
- Індія і Шрі-Ланка
  - Володар Бенгалії — Мухаммад Ширан Хілджі (1206—1208/1212)
  - Східні Ганги — Раджраджа Дева III (1198—1211)
  - Гуджарадеша — Бгіма II (1178—1240)
  - Гурідський султанат — Махмуд Ґорі (1206—1212)
  - Делійський султанат — Кутб ад-Дін Айбек (1206—1210)
  - Джайпур (князівство) — Радждео (?1179 — 1216)
  - Джайсалмер (князівство) — Кайлан Сінгх (1200—1219)
  - Чандела — магараджахіраджа Джеджа-Бхукті Трайлок'я-варман (1203—1245)
  - Династія Какатіїв — Ганапатідева (1199—1262)
  - Династія Карнат — Нарсімхадева (1187—1227)
  - самраат Кашмірської держави (Династія Лохара) — Джагадева (1198/1199-1212/1213)
  - Династія Малла — Арімалла (1201—1216)
  - Мевар (князівство) — Ранасімха (1198? — 1223)
  - Держава Пандья — Джатаварман Куласекхар (1190—1216)
  - Парамара — Субхатаварман (1193—1210)
  - Полоннарува — Дхармасока (1208—1209); Аніканга (1209); Лілаваті (1209—1210)
  - Династія Сена — Вішварупсена (1206—1225)
  - Династія Сеунів — Сімгана II (1200—1246)
  - Держава Хойсалів — Віра Балала II (1173—1220)
  - Чола — Кулотунга Чола III (1178—1218)
- Індонезія; Південно-Східна Азія
  - Чампа — до 1220 невідомо
  - Кедірі (королівство) — Кертаджая (1194—1222)
  - Сунда — між 1175 і 1297 — Прабу Гуру Дхармасікса
  - Кедах (султанат) — Мухаммад Шах (1202—1237)
  - Тамбралінга — Шрі Таммасокарадж (1207—1230)
- Китай; Монголія
  - Далі — Дуань Чжисян (1204—1238)
  - ідикут Кучі — Клич-Кара (?)
  - Монгольська імперія — Чингісхан (1206—1227)
  - хан найманів — до 1213 вакансія
  - Династія Сун — Чжао Ко (1194—1224)
  - Західна Ся — Лі Аньцюань (1206—1211)
  - Династія Цзінь — Ваньянь Юнцзи (1208—1213)
- Корея
  - Корьо — Хийджон (1204—1211)
- Паганське царство — король Кансу II (1174/1194-1211)
- Персія і Середня Азія
  - Ахмадили (Ahmadilis) — Арслан-Аба II (1208—1209); Сулафа Хатун (1209—1225)
  - Баванди — Рустам V (1205—1210)
  - Західнокараханідське ханство — Усман Улуг-Султан (1202—1212)
  - шах Хорезму — Мухаммед II Ала ад-Дін (1200—1220)
- Кхмерська імперія — Джаяварман VII (1181—1218)
- Середня Азія
  - Каракитайське ханство — Єлу Чжулху (1177—1213)
  - Східнокараханідське ханство — Мухаммад IV Богра-хан (1205—1211)
- Японія — Імператор Цутімікадо (1198—1210)

## Африка
- Альмохади — Мухаммед ан-Насір (1199—1212)
- Кілва (султанат) — Хусейн ібн Сулейман (1191—1215)
- Макурія — Ях'я або Іоанн III — між 1190 і 1268
- Нрі — Езе Нрі Буіфе (між 1158 і 1258)
- Аюбіди — Аль-Аділь I Ахмад ібн Аюб (1200—1218)

## Південна Америка
- Королівство Куско — Манко Капак (1200—1230)

## Північна Америка
- Ацкапоцалько — ? до 1240
- Маяпанська ліга — Хунаккеель (1196—1210/1220)